# Charlotte Link
Charlotte Link (ur. 5 października 1963 we Frankfurcie nad Menem) – niemiecka pisarka. Wydała ponad dwadzieścia książek, sprzedanych w nakładzie ponad 30 milionów egzemplarzy; na podstawie kilku z nich nakręcono seriale telewizyjne. Mieszka wraz z mężem i córką w Wiesbaden. Należy do grona najpoczytniejszych autorów niemieckich.
Początkowo pisała powieści historyczne i psychologiczno-obyczajowe, później wyspecjalizowała się w thrillerach.
W 2007 roku została uhonorowana nagrodą Goldene Feder.

## Wybrane publikacje
- Cromwells Traum oder Die schöne Helena (1985)
- Wenn die Liebe nicht endet (1986)
- Die Sterne von Marmalon (1987)
- Verbotene Wege (1987)
- Gra cieni (Schattenspiel 1993)
- Grzech aniołów (Die Sünde der Engel, 1996)
- Wielbiciel (Der Verehrer, 1998)
- Dom sióstr (Das Haus der Schwestern, 1999)
- Ciernista róża (Die Rosenzüchterin 2000)
- Złudzenie (Die Täuschung (2002)
- Przerwane milczenie (Am Ende des Schweigens, 2003)
- Nieproszony gość (Der fremde Gast, 2005)
- Die Insel (2006)
- Echo winy (Das Echo der Schuld, 2006)
- Ostatni ślad (Die letzte Spur, 2008)
- Drugie dziecko (Das andere Kind, 2009)
- Obserwator (Der Beobachter, 2011)
- Lisia dolina (Im Tal des Fuchses, 2012)
- Oszukana (Die Betrogene, 2015)
- Decyzja (Die Entscheidung, 2016)
- Poszukiwanie (Die Suche, 2018)
- Bez winy (Ohne Schuld, 2020)
- Samotna noc (Einsame Nacht), tłum. Dariusz Guzik, Wydawnictwo Sonia Draga 2023, ISBN 978-83-8230-609-5

Trylogia Sturmzeit:
- Czas burz (Sturmzeit,1989)
- Dziki łubin (Wilde Lupinen, 1992)
- Niespokojne niebo (Die Stunde der Erben, 1994)